# Lei celerada
A Lei Celerada foi um decreto (Decreto n° 5.221) que possuía força de lei, e que entrou em vigor no Brasil em 12 de agosto de 1927, no Governo Washington Luís.
A lei limitava a atuação da oposição ao governo e a direito de reunião, pois permitia ao governo fechar (por tempo determinado) quaisquer agremiações, sindicatos, clubes ou sociedades que convocassem ou apoiassem publicamente greves ou protestos. Também proibia a propaganda destes temas e impedia a distribuição de panfletos ou jornais que apoiassem ou incitassem greves e manifestações.
A imprensa, assim, perdeu sua liberdade de publicação e o Partido Comunista Brasileiro foi colocado na ilegalidade. O intuito do governo era combater os chamados "delitos ideológicos", visando reprimir as movimentações dos tenentes e a atuação dos sindicatos.